# Aniceto Utset
Aniceto Utset Prado (* 17. Januar 1932 in Terrassa; † 11. November 1998 ebenda) war ein spanischer Radrennfahrer und nationaler Meister im Radsport.

## Sportliche Laufbahn
1954 und 1955 war er Unabhängiger und wurde 1954 Sieger der nationalen Meisterschaft im Straßenrennen in dieser Klasse. Von 1956 bis 1961 war er als Berufsfahrer aktiv. 1954 gewann er das Eintagesrennen Trofeo Jaumendreu. 1956 siegte er in der Katalonien-Rundfahrt vor Vicente Iturat. 1959 und 1961 gewann er Etappen in der Vuelta a Andalucía. 1958 wurde er Dritter der spanischen Meisterschaft im Bergfahren und in der Katalonien-Rundfahrt.
Die Vuelta a España fuhr er fünfmal. 1958 wurde er 35. und 1961 41. der Gesamtwertung. 1957, 1959 und 1960 schied er aus. In der Tour de France 1959 schied er aus.